# Velarifictorus katangensis
Velarifictorus katangensis är en insektsart som först beskrevs av Sjöstedt 1917.  Velarifictorus katangensis ingår i släktet Velarifictorus och familjen syrsor. Inga underarter finns listade i Catalogue of Life.